# Mount Greene
Mount Shadow ist ein 2220 m hoher Berg in den Admiralitätsbergen im ostantarktischen Viktorialand. Er ragt südlich des Mündungsgebiets des Freimanis-Gletschers in den Tucker-Gletscher auf.
Der United States Geological Survey kartierte ihn anhand von Vermessungen und mittels Luftaufnahmen der United States Navy zwischen 1960 und 1962. Das Advisory Committee on Antarctic Names  benannte ihn 1964 nach First Lieutenant John H. Greene, Kommandant der Hubschrauberstaffel, die den Survey bei seinen Arbeiten zwischen 1961 und 1962 unterstützt hatte.